# Конференция ООН по изменению климата (2012)
Конференция ООН по вопросам изменения климата 2012 года — 18-я конференция сторон (Conference of the Parties, COP) участников рамочной конвенции ООН об изменении климата и 8-я встреча сторон (Meeting of the Parties, MOP) Киотского протокола. Встречи проходили в Национальном конференц-центре Катара в городе Дохе с 26 ноября по 8 декабря 2012 года.
На конференции было достигнуто соглашение о продлении действия Киотского протокола с 2013 по 2020 год. Наблюдатели отмечали, что представители ряда стран, в частности, Катара буквально силой протолкнули неконсенсусную редакцию соглашения, против которой выступали некоторые государства. В частности Россия заявила, что не намерена придерживаться положений протокола во втором периоде его действия.
Благотворительные организации и защитники экологии встретили решения конференции ООН с явным разочарованием.